# 天主教洛迪教區
天主教洛迪教區（拉丁語：Dioecesis Laudensis）是義大利一個天主教教區，屬米蘭總教區。
教區包括洛迪省全省，以及米蘭省、帕維亞省和克雷莫納省的一部分。2004年有教友253,166人，佔總人口98.6%。有126個堂區、司鐸228名。現任教區主教為毛里齊奧·馬爾韋斯蒂蒂。
在304-5年間有三名基督徒在今日的洛迪殉道，而教區首任主教是聖巴夏諾（374-409）。教區曾在1243年被撤銷，1252年恢復。1575年教區修院啟用。